# NGC 7621
NGC 7621 је спирална галаксија у сазвежђу Пегаз која се налази на NGC листи објеката дубоког неба.
Деклинација објекта је + 8° 22' 0" а ректасцензија 23h 20m 24,7s. Привидна величина (магнитуда) објекта NGC 7621 износи 14,9 а фотографска магнитуда 15,7. NGC 7621 је још познат и под ознакама MCG 1-59-55, CGCG 406-74, PGC 71129.